# Diversidad sexual en las Islas Vírgenes Británicas
Las personas lesbianas, gays, bisexuales y transgénero (LGBT) en las Islas Vírgenes Británicas enfrentan desafíos legales que no experimentan los residentes no LGBT. La actividad sexual entre personas del mismo sexo es legal en las Islas Vírgenes Británicas desde 2001.

## Legalidad de la actividad sexual entre personas del mismo sexo
Antes de 2001, el sexo anal y el sexo oral tanto para heterosexuales como para hombres homosexuales eran delitos penales, denominados "sodomía" en el Código Penal de las Islas Vírgenes Británicas. La actividad lésbica nunca ha sido ilegal. La edad de consentimiento se fija en 16 años, independientemente del género u orientación sexual.
Los actos sexuales consentidos entre dos adultos en privado fueron expresamente despenalizados por una Orden del Consejo Privado del Reino Unido en las Islas Vírgenes Británicas (afectando también las leyes de otros cuatro territorios de ultramar del Reino Unido: Anguila, Islas Caimán, Islas Turcas y Caicos y Montserrat) del Gobierno británico de conformidad con las Secciones 3(1) y 3(7) de la Ley Penal en los Territorios del Caribe de 2000. Según el artículo 4 de la orden, la ley tiene efecto retroactivo. Hay dos excepciones a la ley: el sexo en grupo y el sexo en público siguen siendo delitos penales y también pueden dar lugar a cargos por indecencia grave y otras leyes sobre delitos sexuales menores.
Como territorio británico de ultramar, el Gobierno de las Islas Vírgenes Británicas debe cumplir con sus obligaciones en virtud de los instrumentos internacionales de derechos humanos. Específicamente, esto incluye la adhesión al Convenio Europeo de Derechos Humanos, que destaca la responsabilidad de garantizar la no discriminación y la igualdad. Los tribunales han reconocido que el Convenio Europeo de Derechos Humanos tiene efectos jurídicos en la jurisdicción.

## Reconocimiento de las relaciones entre personas del mismo sexo
Los matrimonios y las uniones civiles entre personas del mismo sexo no son legales en las Islas Vírgenes Británicas. Las Islas Vírgenes Británicas son una sociedad extremadamente religiosa y aún no se ha producido ningún debate relacionado con la legalización en la Cámara de la Asamblea.
En 2015, el primer ministro Orlando Smith, aunque afirmó su oposición personal al matrimonio entre personas del mismo sexo, indicó que estaba abierto a consultas públicas sobre el tema. Sin embargo, la Ley de Matrimonio (Enmienda) de 2017 no incluía disposiciones para los matrimonios entre personas del mismo sexo, y los políticos que hablaron en la Cámara de la Asamblea se tomaron el tiempo para comentar sobre la ausencia de tales disposiciones y expresar hostilidad hacia el matrimonio entre personas del mismo sexo y las personas LGBT en general.
Los líderes de la iglesia han mostrado hostilidad hacia la posibilidad de la legalización, y los líderes políticos han adoptado una actitud poco comprensiva en público. El Gobierno del Reino Unido ha confirmado que no impondrá el reconocimiento de los matrimonios entre personas del mismo sexo en las Islas Vírgenes Británicas mediante una Orden del Consejo Privado.
En 2021, una pareja local solicitó una revisión judicial impugnando la constitucionalidad de la negativa a reconocer su matrimonio entre personas del mismo sexo (celebrado en el Reino Unido). El procedimiento se suspendió a la espera del resultado de las apelaciones ante el Consejo Privado en dos casos que involucraban a las Bermudas y las Islas Caimán, aunque los procedimientos probatorios continuaron en julio de 2022 mientras el gobierno defendía ante el tribunal el estatuto de la isla que prohíbe el matrimonio entre personas del mismo sexo. En diciembre de 2022, el primer ministro de las Islas Vírgenes Británicas, Natalio Wheatley, anunció que el gobierno buscaría aprobar una legislación que le autorizara a celebrar un referéndum sobre el matrimonio entre personas del mismo sexo y la ampliación de los derechos de las parejas de hecho en 2023.

## Protecciones contra la discriminación
La Constitución de las Islas Vírgenes Británicas de 2007 prohíbe la discriminación contra las personas por motivos de orientación sexual:

Considerando que toda persona en las Islas Vírgenes tiene los derechos y libertades fundamentales del individuo;
Considerando que esos derechos y libertades fundamentales se disfrutan sin distinción alguna de sexo, raza, color, idioma, religión, opinión política o de cualquier otra índole, origen nacional, étnico o social, asociación con una minoría nacional, propiedad, relaciones familiares, condiciones económicas estado, discapacidad, edad, nacimiento, orientación sexual, estado civil u otro estado, sujeto únicamente a las limitaciones prescritas;
"Discriminatorio" significa otorgar un trato diferente a diferentes personas por cualquier motivo, como sexo, raza, color, idioma, religión, opinión política o de otra índole, origen nacional, étnico o social, asociación con una minoría nacional, propiedad, relaciones familiares o situación económica, discapacidad, edad, nacimiento, orientación sexual, estado civil u otro estado.

## Condiciones de vida
Las Islas Vírgenes Británicas son una sociedad conservadora y religiosa. Las muestras abiertas de afecto entre parejas del mismo sexo pueden resultar ofensivas, y las personas LGBT generalmente mantienen en secreto su orientación sexual y permanecen en el armario. Hay informes de parejas del mismo sexo y personas LGBT que han sido acosadas e incluso atacadas físicamente.